# Agrostis involuta
Agrostis involuta é uma espécie de gramínea do gênero Agrostis, pertencente à família Poaceae.